# Артюшкино (Воронежская область)
Артюшкино — село в Аннинском районе Воронежской области России на реке Токай.
Административный центр Артюшкинского сельского поселения.

## История
Село Артюшкино возникло во второй половине XVII века. По преданию в маленьком лесу на окраине села долго сохранялись следы земляного вала «наподобие шанца», который окружал стан ордынцев. Источник считает, что первые поселенцы были здесь «с татарами в таких отношениях, которые оставили память о себе». Первое документальное упоминание об Артюшкино относится к 25 апреля 1744 года. Этой датой зафиксирована покупка артюшкинским помещиком Н. З. Доломановым двух крестьян у другого помещика. Документ «Премория», свидетельствующий об этой сделке, находится в государственном архиве Воронежской области.
Всё село располагается вдоль правого берега реки Токай. Одна улица, Заречная, находится на левом берегу, где, предположительно, в первой половине XVIII века была построена деревянная церковь во имя Николая Чудотворца и Артюшкино, имевшее до того статус деревни, стало селом. Некоторое время село называли Новоникольским — по имени церкви, но это название не прижилось.
В 1859 году в селе проживало 453 человека. Имелось несколько ветряных мельниц, небольшой конезавод у помещика С. Н. Доломанова. В 1900 году жителей было уже 929. В начале 1900-х годов помещик Аршеневский построил здесь винокуренный завод, который впоследствии перешёл к купцу Пафнутьеву. В 1911 году завод купило многочисленное семейство немецких колонистов, имевших общую фамилию Шмунк. Их предки выехали в Россию в 1766 году из германских земель по приглашению императрицы Екатерины Великой.
Сразу после Октябрьского переворота винокуренный завод конфисковали новые власти, вскоре его разворовали, немцы в 1926 году уехали из Артюшкино на Ставрополье. В конце 1920-х — начале 1930-х годов в селе образовались четыре колхоза, после войны объединившиеся в одно хозяйство — «Память Ильича».
Перед Великой Отечественной войной население Артюшкино доходило до 2000 человек. Почти двести артюшкинцев погибли в боях, пропали без вести, умерли от ран в госпиталях, нашли мученическую смерть в фашистских концлагерях.
В конце XX века в селе произошли значительные перемены. Колхоз распался. В настоящее время земельные паи крестьян сдаются в аренду, две молочнотоварные фермы, свиноферма и офцеферма перестали существовать. Население сократилось до 630 человек. Но есть и добрые перемены. В Артюшкино проведён газ, здесь есть вполне современный мазазин. Несколько фермеров пытаются организовать своё дело.

Душевное место.

## Население
| 1859 | 1897 | 2000 | 2005 | 2010 | 2012 | 2013 | 2014 | 2015 |
| ---- | ---- | ---- | ---- | ---- | ---- | ---- | ---- | ---- |
| 453  | ↗929 | ↘753 | ↘689 | ↘618 | ↘592 | ↘577 | ↘558 | ↘536 |
| 2016 | 2017 | 2018 | 2019 | 2020 | 2021 |      |      |      |
| ↘520 | ↘517 | ↘500 | ↘493 | ↘479 | ↘460 |      |      |      |

## Инфраструктура
В селе действует средняя школа, почтовый пункт, медпункт, магазин.